# Louis Mathieu Poussereau
Louis Mathieu Poussereau, né le 21 septembre 1855 à Biches (Nièvre), mort le 24 décembre 1931 à Saint-Benin-d'Azy, est un archéologue, historien, biographe, sociologue, poète français.

## Biographie
Fils d'un garde forestier, Louis Mathieu Poussereau voit le jour à Biches, petite localité du Morvan, le 21 septembre 1855. En 1870, encore adolescent, il entre aux houillères de La Machine, puis gravit les échelons de simple employé à chef de service. C'est avec le directeur des houillères qu'il organise la collection de fossiles collectés dans le bassin minier de la région qui est conservée au Musée de la Mine. 
Passionné et curieux de tout, il est l'élève du peintre Hector Hanoteau de 1879 à 1890. Membre actif du Cercle artistique nivernais, il est l'ami de nombreux peintres, sculpteurs et poètes du Nivernais avec lesquels il a des relations suivies. Il entretient une correspondance avec Achille Millien.
En 1925, il écrit un ouvrage sur l'artiste peintre Rosa Bonheur et est l'initiateur d'une fête en son honneur dans le parc du château de la Cave à Beaumont-Sardolles.
Louis Mathieu Poussereau est nommé officier d'Académie.
En 1921, il vient vivre à Saint-Benin-d'Azy, où il meurt des suites d'une longue maladie le 24 décembre 1931. Il est inhumé à La Machine.

## Œuvres

### Publications
Poésie
- Au bord de la Loire en Nivernais, G. Vallière, 1896.

Biographies
- « Les derniers ducs de Nevers : depuis 1659 », dans Revue du Nivernais du 2 octobre 1896, p. 46 à 48. sur Philippe Julien Mancini-Mazarini, Philippe Jules François Mancini-Mazarini et Louis Jules Barbon Mancini-Mazarini.
- Histoire du maréchal Jean Lannes, duc de Montebello, préface d'Achille Millien, éd. G. Vallière, 1910.
- La vie du général Sorbier, ancien camarade de garnison de Napoléon, Imprimerie de la Nièvre, 1925.
- Rosa Bonheur en Nivernais, 1925.

Histoire
- Histoire de Decize et de ses environs, Issoudun, Eug. Motte, 1891.

### Illustrations
- La Fédération Morvandelle du Tourisme, l'année Nivernaise, Littéraire, Archéologique, Régionaliste, éditions La Revue du Centre, 1930. Couverture.

### Archives inédites
Conservées aux Archives du Conseil général de la Nièvre, fonds Achille Millien :
- Au berceau du poète, 1921
- Le ruisseau
- Une noce en forêt
- Une garnison de Napoléon
- Les Houillères de La Machine, 1901, étude manuscrite, 12 pièces.
- Thaix et les mémoires de Mlle des Écherolles, manuscrit, 2 pièces.

## Hommage
- La ville de La Machine a donné son nom à une rue de la commune.